# De Bijenkorf
De Bijenkorf (« La Ruche » en français) est une chaîne néerlandaise de grands magasins haut de gamme créée en 1870, dont le principal établissement est situé à l'angle entre la place du Dam et le Damrak, à Amsterdam. 
La société a été membre de l'Association Internationale des Grands Magasins de 1929 à 2012,. 
L'offre en produits est similaire à celle du Bon Marché en France et propose des dizaines de grandes marques de vêtements, de maroquinerie, de bijoux, de décoration et linge de maison, de bagagerie. Toutes les marques, qui diffèrent selon le magasin, sont présentes sur la surface sous forme de petits stands qui offrent une sélection d'articles réalisée par les acheteurs des galeries.
En 2015, le Bijenkorf a lancé une version belge de la boutique en ligne. Ce site du Bijenkorf se concentre à la fois sur la Flandre et la Wallonie et propose une offre qui répond aux besoins des habitants de la Belgique.
Après la version allemande en 2019, le site de Bijenkorf France a vu le jour en novembre 2020 et se positionne désormais comme l'un des acteurs incontournables du e-commerce haut de gamme français.

## Histoire

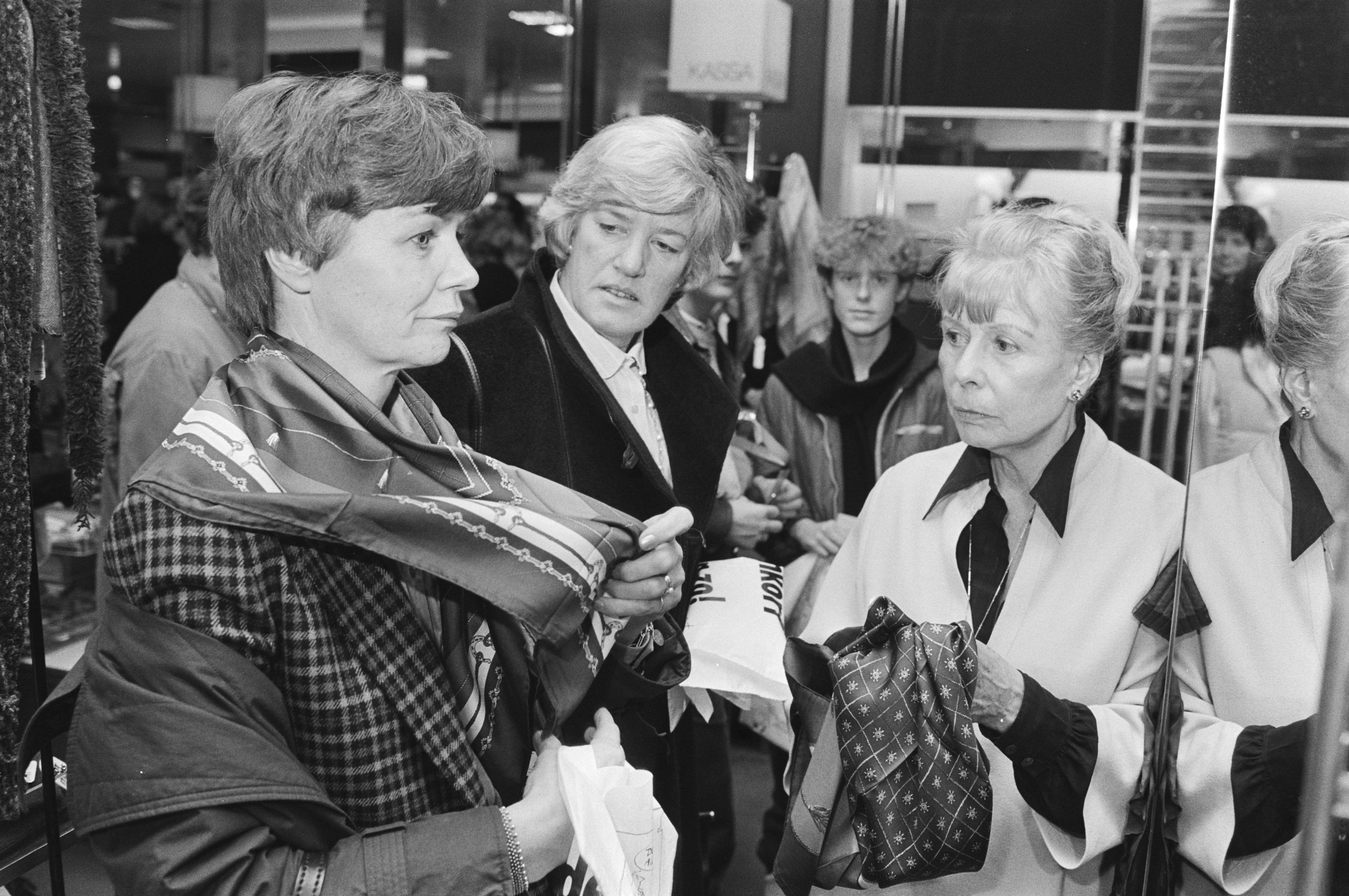
Mary Dresselhuys achetant des châles à De Bijenkorf en 1983.

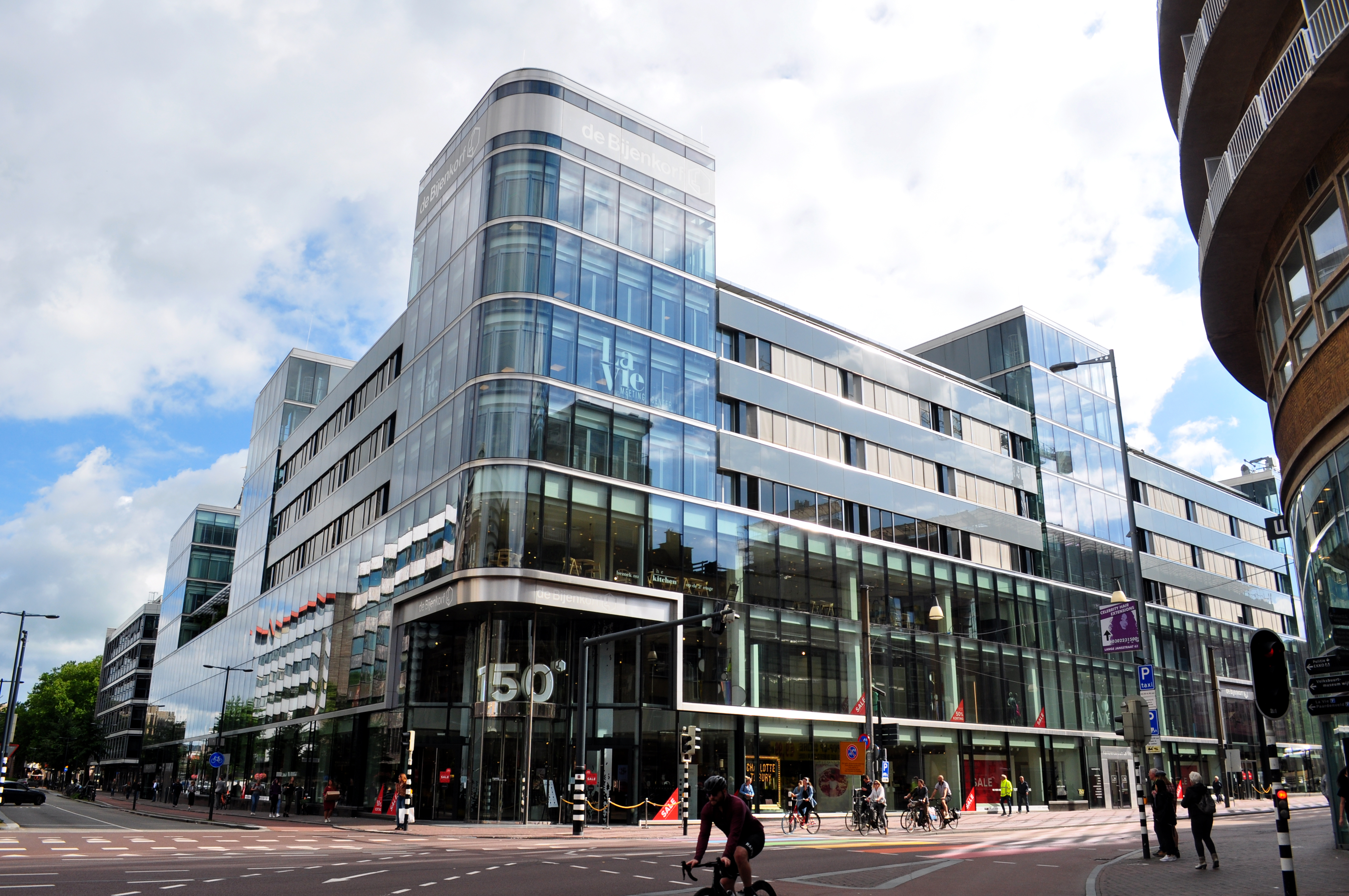
De Bijenkorf à Utrecht.

En 1870, De Bijenkorf est fondée par Simon Philip Goudsmit (1845-1889) à Amsterdam. Jusqu'en 2010, la chaîne est la propriété du groupe Maxeda (autrefois connu sous le nom de VendexKBB). Elle est à cette date vendue à la famille Weston, également propriétaire de Selfridges (Royaume-Uni), Holt Renfrew (Canada) et Brown Thomas (Irlande). La famille détient également 54,5 % de Associated British Foods, la maison mère de Primark.

## Implantation
Au total, la chaîne dispose de magasins dans sept villes des Pays-Bas. Outre Amsterdam, De Bijenkorf est présente à Amstelveen (1998), Eindhoven (1969), La Haye (1926), Maastricht (2003), Rotterdam (1930) et Utrecht (1987).
La chaîne possède également cinq filiales portant son nom et magasin d'usine (Venlo) qui sont fermés entre 2013 et 2016 dans le cadre d'une restructuration et nouvelle stratégie pour se recentrer sur les produits de gamme supérieure. Dans le cadre du même plan, 200 millions d'euros sont investis dans la restauration des autres filiales et le développement de la boutique en ligne.
Les filiales fermées se situent à Arnhem (1975-2013), Bois-le-Duc (2001-2016), Bréda (2001-2016), Enschede (2002-2013), Groningue (2001-2016) et Venlo (2005-2008). Les filiales de Bois-le-Duc, Bréda et Groningue sont spécialisées dans la mode et ne proposent que des articles textiles. La Maison de Bonneterie, chaîne de magasins de style parisien fondée en 1889, en constituait un concurrent direct.